# Сонце зійде
«Сонце зійде» (англ. Here Comes the Sun) — науково-фантастичний комедійний роман Тома Голта 1993 року.
Книгу  опублікувало у Великій Британії видавництво Orbit Books і вона є першим комічним науково-фантастичним романом Голта.

## Сюжет
Механічні збої починають турбувати Сонце (що по сюжету є механічним пристроєм), заважаючи водієві цієї машини завершити політ. Сонце потребує догляду, інакше інші речі, котрі залежать від нього, почнуть своє руйнування по всьому Всесвіту. Потрібні свіжі ідеї. Джейн, смертна і стажистка з управління, на прохання Диявола вирішує допомогти світові у небесній канцелярії. Весь шлях Джейн у її починаннях вона отримуватиме допомогу та настанови від усіх організацій, які керують світом: від офісу Диявола — до кабінетів окремих янголів.

## Реакція
Реакція аудиторії на роман була неоднозначною. Так на сайті Goodreads книга має посередню оцінку в 3,63 з 5.
Критики більш схвально прийняли твір. Джон Клут з INTERZONE оцінив книгу як «комедію з дуже широкою посмішкою», а автор ресурсу STARBURST написав «І я, і людина, яка сиділа поруч зі мною в поїзді, голосно сміялися!».